# Ауне Хеггебю
Ауне Селлан Хеггебю (норв. Aune Selland Heggebø, нар. 29 липня 2001, Берген, Норвегія) — норвезький футболіст, нападник клубу «Бранн».

## Ігрова кар'єра

### Клубна
Займатися футболом Ауне Хеггебю почав у своєму рідному місті Берген. У 2014 році він приєднався до молодіжної команди місцевого клубу «Бранн». У віці 16 - ти років Хеггебю дебютував у першій команді «Бранна» в кубковому матчі і вже на 4 хвилині забив гол. 1 вересня 2019 року футболіст вперше зіграв у чемпіонаті країни, коли вийшов на заміну в другому таймі у матчі проти «Ліллестрема».
Другу половину сезону 2019 року Хеггебю провів в оренді в клубі другого дивізіону «Нест-Сотра». Також у 2020 році нападник був відправлений в оренду до клубу «Ейгарден». Після повернення до «Бранна» Ауне продовжив контракт з клубом до 2025 року.

### Збірна
10 червня 2022 року Ауне Хеггебю провів єдину гру в складі молодіжної збірної Норвегії.

## Титули
Бранн
 Переможець Кубка Норвегії: 2022/23